# Samobójstwo wspomagane
Samobójstwo wspomagane (in. samobójstwo medycznie wspomagane) – samobójstwo, w którym chory dokonuje aktu spowodowania śmierci z pośrednim udziałem lekarza.

## Terminologia

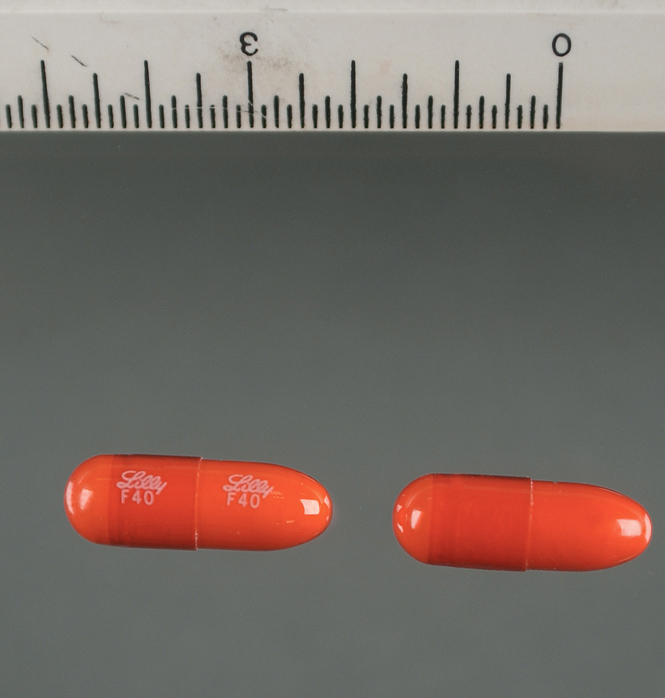
Sekobarbital jest jednym z najczęściej przepisywanych w Stanach Zjednoczonych leków do samobójstwa wspomaganego medycznie

Samobójstwo jest celowym pozbawieniem siebie życia. Samobójstwo wspomagane ma miejsce wtedy, gdy inna osoba fizycznie pomaga danej osobie umrzeć poprzez samobójstwo, na przykład dostarczając narzędzi lub sprzętu. Natomiast samobójstwo wspomagane medycznie (ang. physician-assisted suicide) polega na tym, że lekarz „świadomie i celowo dostarcza danej osobie wiedzy lub środków bądź obu tych elementów niezbędnych do popełnienia samobójstwa, w tym udziela porad na temat śmiertelnych dawek leków, przepisuje takie śmiertelne dawki lub dostarcza leki”.
Samobójstwo wspomagane odróżnia się od eutanazji, w której osoba umierająca nie doprowadza bezpośrednio do własnej śmierci, ale jest zabijana w celu uniknięcia dalszego cierpienia. Eutanazję dzielimy na czynną (zabójstwo z litości) i bierną (ortotanazja). O eutanazji mówimy wyłącznie w przypadku uzyskania dobrowolnej i świadomej zgody. Zabicie osoby z użyciem farmaceutyków bez jej zgody (matanazja), czyli wtedy, kiedy nie jest ona w stanie jej wyrazić albo wbrew jej woli, nie jest eutanazją lecz morderstwem.
Określenie prawo do śmierci odnosi się do przekonania, że ludzie mają prawo do decydowania o własnej śmierci, czy to poprzez różne formy samobójstwa, eutanazję, czy też odmowę leczenia ratującego życie.

### Pomoc w śmierci czy wspomagane samobójstwo
Niektórzy zwolennicy prawa do wspomaganego samobójstwa zdecydowanie sprzeciwiają się używaniu pojęć „wspomagane samobójstwo” i „samobójstwo” w odniesieniu do samobójstwa wspomaganego przez lekarza. Preferują oni zwroty takie jak „medyczna pomoc w śmierci” (ang. medical aid in dying lub ang. physician aid-in-dying) lub „wspomagane umieranie”. Motywacją do tego jest chęć oddalenia dyskusji od przypadków samobójstw powszechnie wykonywanych przez osoby nie będące śmiertelnie chore i nie kwalifikujące się do pomocy w umieraniu, tam gdzie jest to legalne. Ich zdaniem, te przypadki negatywnie wpłynęły na znaczenie słowa „samobójstwo” do tego stopnia, że nie powinno się go używać w odniesieniu do praktyki przepisywania przez lekarza leków uśmiercających osobie z chorobą śmiertelną.

## Państwa, które zalegalizowały samobójstwo wspomagane

Państwa lub jednostki administracyjne państw, które zalegalizowały samobójstwo wspomagane.

### Holandia
W doktrynie holenderskiej samobójstwo wspomagane to pomoc samobójcy bądź dostarczenie środków, które umożliwiłyby jego dokonanie. Pomoc należy rozumieć jako wszelkie działania pomagające dokonać samobójcy poza dostarczeniem środków potrzebnych do tego celu. W myśl postanowień Kodeksu Karnego samobójstwo wspomagane jest zabronione, a sprawca podlega karze pozbawienia wolności do lat 3 bądź karze grzywny „czwartej” kategorii. Jednak występują przesłanki uchylające bezprawność samobójstwa wspomaganego. Są to:
- poważne, wyraźne żądanie dokonania przez lekarzy samobójstwa wspomaganego,
- żądanie musi być dokonane przez pacjenta będącego w stanie podejmować decyzje,
- żądanie powinno być wyrażone w sposób jasny, nie budzący wątpliwości co do zamiaru poddania się zabiegowi, może przybrać formę pisemną bądź ustną,
- żądanie nie jest wiążące dla lekarza, bowiem jest jedynie upoważnieniem,
- żądanie musi mieć charakter trwały, a nie przejściowy, lekarz musi sprawdzić czy decyzja nie jest wynikiem chwilowego impulsu bądź chwilowej depresji,
- cierpienie musi być nie do wytrzymania i musi przekraczać wytrzymałość pacjenta, który sam określa poziom bólu, który weryfikuje lekarz w wywiadzie. Cierpienie to może być wywołane bólem fizycznym, jak i dolegliwościami natury psychicznej,
- zgodnie z orzeczeniem Sądu Najwyższego z 21 czerwca z 1994 pacjent nie musi być w stanie pre-agonalnym,
- pacjent powinien dysponować dokładną i nie budzącą wątpliwości wiedzą o swoim stanie zdrowia i prognozach na przyszłość, w tym także o możliwych alternatywnych rozwiązaniach,
- zgodnie z wymogiem zasady subsydiarności konieczne jest aby nie było innego sensownego rozwiązania mającego na celu rozwiązanie tej sytuacji
- wspomagane samobójstwo musi być prowadzone przez lekarza; uznaje się to za warunek uniknięcia pochopnych decyzji; jeżeli procedura nie jest prowadzona przez lekarza musi być ona co najmniej z nim konsultowana
- decyzja o przeprowadzeniu samobójstwa wspomaganego musi być podjęta kolegialnie[11]. Oznacza to konsultacje z innym lekarzem, który sprawdza czy wszystkie kryteria formalne są spełnione.

Ponadto w Holandii 28 listopada 2000 wprowadzono Ustawę o pozbawieniu życia na żądanie i wspomaganym samobójstwie, która nie legalizuje samobójstwa wspomaganego tylko dekryminalizuje je w pewnych okolicznościach. Wspomagane samobójstwo nadal jest czynem zagrożonym, lecz powoduje, że lekarz, który pomaga dokonać samobójstwa wspomaganego nie podlega karze pod warunkiem, iż spełni wymagania określone w art. 2 punkt 1 ustawy oraz zawiadomi odpowiednie służby (koronera komunalnego). Ustawa ta powoduje, iż osoba, która nie jest lekarzem a bierze udział w samobójstwie wspomaganym podlega odpowiedzialności karnej, choćby otaczał pacjenta staranną opieką. Ponadto w myśl przytoczonego wyżej artykułu lekarz musi być przekonany o tym, że decyzja pacjenta jest poważna, czyli taka, która nie jest wyrażona pod wpływem chwili bądź emocji i dobrowolna to znaczy wolna od jakiegokolwiek nacisku.
Lekarz, który ma dokonać tego czynu musi być przekonany, iż cierpienie tego pacjenta jest długotrwałe oraz ponad jego siły. Owo cierpienie może być zarówno fizyczne, jak i psychiczne, jednak ostateczną decyzje podejmuje lekarz, który wcześniej jest obowiązany do przedstawienia możliwych alternatyw nie obejmujących samobójstwa wspomaganego. Jednak ustawa wyraźnie zaznacza, iż pacjent i lekarz muszą być przekonani o tym, że nie istnieje inny sposób, który mógłby poprawić jakość życia tej osoby. Dodatkowo ustawa wymaga, aby lekarz prowadzący pacjenta skonsultował się z innym niezależnym lekarzem w celu wydania opinii dotyczącej tej osoby. Wymóg konsultacji z innym lekarzem ma chronić przed nieuzasadniający i pochopnym pozbawieniem kogoś życia.
Ustawa jednoznacznie określa kto może ubiegać się o dokonanie samobójstwa wspomaganego. Przede wszystkim musi być to osoba, która ukończyła 18 rok życia. Jednak ustawa przewiduje, iż małoletni, który ukończył 16 rok życia, a nie ukończył 18 roku życia i jest świadomy powagi konsekwencji jakie wiążą się z podjętą przez niego decyzją, może ubiegać się o dokonanie samobójstwa wspomaganego. W tym wypadku w procesie decyzyjnym biorą udział rodzice lub opiekun prawny. Takie same regulacje dotyczą małoletnich w przedziale wiekowym 12–16 lat, którzy posiadają zdolność racjonalnego rozumowania i są świadomi konsekwencji jakie wiążą się z tą decyzją. Oświadczenie to musi mieć formę pisemną, ponieważ jest to taktowne jako oświadczenie woli danej osoby dotyczące metod postępowania w sytuacji gdy jej stan zdrowia nie pozwoli o podejmowaniu decyzji przez nią samą. Holenderski ustawodawca rozpatruje przypadek pacjenta, który ukończył 16 rok życia, lecz nie jest na tyle świadomy, aby decydować o sobie. Wówczas jeśli ów pacjent przed pogorszeniem się jego stanu zdrowia złożył pisemne oświadczenie woli dotyczące żądania samobójstwa wspomaganego lekarz może podjąć decyzję o spełnieniu tego żądania. Lekarz po dokonaniu samobójstwa wspomaganego ma obowiązek wypełnienia kwestionariusza oraz raportu o dochowaniu wszystkich procedur. Następnie musi zawiadomić koronera komunalnego o przyczynie śmierci pacjenta. Wspominana już wielokrotnie ustawa wprowadza instytucje Regionalnego Komitetu do spraw oceny przypadków eutanazji i samobójstwa wspomaganego, który ocenia czy dany lekarz postąpił zgodnie z zasadami starannej opieki. Komitet może wezwać lekarza do złożenia dodatkowych wyjaśnień bądź uzupełnienia raportu. Ponadto Komitet może z ważnych powodów wysłuchać koronera komunalnego. Po wnikliwej analizie Komitet w ciągu 6 tygodni przekazuje lekarzowi ocenę jego raportu. Pod pracą Komitetu pieczę sprawuje Minister Sprawiedliwości oraz Stany Generalne. Wyżej wymieniona ustawa sprawia, że Holandia jest pierwszym krajem na świecie, która zalegalizowała samobójstwo wspomagane, jak i eutanazję.

### Luksemburg
Luksemburg po 13 latach debat publicznych i prac legislacyjnych 16 marca 2009 roku zalegalizował samobójstwo wspomagane oraz eutanazję. Punktem wyjścia do debaty nad problemem samobójstwa wspomaganego była interpelacja poselska Jeana Hussa w 1997, która sprawiła, że powołano Krajową Komisję Konsultacyjną do spraw Etyki. Komisja ta miała zdefiniować działania jakie należy podjąć, gdy osoba nieuleczalnie chora jest bliska śmierci. W 2001 roku złożono do luksemburskiego parlamentu projekt ustawy legalizującej eutanazję i samobójstwo wspomagane, który wywołał oburzenie społeczeństwa luksemburskiego przywiązanego do katolickiej kultury. Autorzy projektu przekonywali, iż ta ustawa położy kres nielegalnym samobójstwom wspomaganym oraz wyjazdom do Szwajcarii by tam zakończyć swoje życie. Projekt ustawy zakładał zwolnienie od odpowiedzialności karnej lekarzy, którzy w sposób pośredni pomogli pacjentowi zakończyć swe życie, pod warunkiem, iż pacjent miał ukończone 16 lat(za zgodą opiekuna), był pełnoletni lub upełnoletniony oraz jego stan zdrowia pozwalał na podjęcie świadomej decyzji. Projekt nie regulował czy oświadczenie woli pacjenta musi mieć formę pisemną.
Parlament luksemburski 19 lutego 2008 roku w pierwszym czytaniu przyjął ustawę. Drugie czytanie odbyło się 18 grudnia 2008 roku. Wówczas przyjęto najważniejszą poprawkę, którą dotyczyła tego, iż tylko osoba pełnoletnia mogła podjąć decyzje dotyczącą dokonania samobójstwa wspomaganego. Jednak, aby ustawa weszła w życie musiał ją podpisać Wielki Książę Luksemburga, który nie zgodził się na zatwierdzenie tej ustawy bowiem była ona niezgodna z jego sumieniem, co wywołało kryzys konstytucyjny. Dlatego też premier Luksemburga musiał się uciec do zmiany Konstytucji tak, aby ustawy nie wymagały zgody Księcia, lecz tylko promulgacji dokonywanej przez niego. Ostatecznie ustawa weszła w życie 16 marca 2009, która w dość szeroki sposób reguluje kwestie związane z eutanazją, samobójstwem wspomaganym, jak również przyznaje prawo do opieki paliatywnej, której dostęp musi być zapewniony osobie cierpiącej. Wprowadzenie w życie ustawy spowodowało zmiany w luksemburskim Kodeksie Karnym w myśl, których lekarz dokonujący samobójstwa wspomaganego przy zachowaniu odpowiednich procedur nie będzie ponosił odpowiedzialności karnej. Ponadto ustawa przyznaje lekarzowi pewnego rodzaju swobodę czy pomoże zakończyć pacjentowi życie czy nie.
Przesłankami wyłączającymi odpowiedzialność karną lekarza są:
- pacjent jest pełnoletni oraz posiada zdolność do podejmowania świadomych decyzji
- żądanie zostało sformułowane w dowolny i wolny od presji sposób
- cierpienie fizyczne lub psychiczne pacjenta ma charakter trwały, nie do zniesienia oraz występuje brak perspektyw na jakąkolwiek poprawę stanu zdrowia pacjenta
- żądanie pacjenta dotyczące samobójstwa wspomaganego zostało sporządzone na piśmie[13]

Ponadto procedura przystąpienia lekarza do procedury samobójstwa wspomaganego jest bardzo sformalizowana. Rola lekarza w procesie samobójstwa wspomaganego jest istotna bowiem musi on:
- poinformować pacjenta o jego stanie zdrowia, przewidywanej długości życia oraz upewnić się, że pacjent rozumie znaczenie podjętej decyzji, a w razie wątpliwości skorzystać z pomocy terapeuty oraz rozważyć możliwości, jakie oferuje opieka paliatywna. Lekarz musi być przekonany, iż decyzja pacjenta jest wolna od wszelkich nacisków,
- być pewny co do trwałego charakteru cierpienia fizycznego lub psychicznego pacjenta oraz jego decyzji, które potwierdza poprzez liczne rozmowy oddalone od siebie w czasie, jeśli stan zdrowia na to pozwala
- zasięgnąć opinii innego lekarza specjalizującego się w danym schorzeniu przedstawiając cel tej opinii
- omówić żądanie pacjenta z personelem, który stale się nim zajmuje, chyba że pacjent nie wyraził na to zgody
- porozumieć się z osobą zaufaną, jeśli została wyznaczona przez pacjenta, chyba że pacjent nie wyraził na to zgody,
- upewnić się, że pacjent miał możliwość przedyskutować swoją decyzję ze wszystkimi osobami zgodnie z jego wolą
- zasięgnąć informacji w Krajowej Komisji do spraw Kontroli i Oceny czy w imieniu pacjenta nie zostały zarejestrowane postanowienia dotyczące końca życia

Artykuł 4 tej ustawy przewiduje, że jeśli osoba pełnoletnia posiadająca zdolność racjonalnego myślenia może, na wypadek gdy nie będzie mogła wyrazić swojej woli, na piśmie zawrzeć postanowienia dotyczące zakończenia jej życia, jeśli lekarz stwierdzi, że osoba tak cierpi na nieuleczalną chorobę, jest nieświadoma bądź jej stan jest nieodwracalny. Wówczas lekarz, który pomaga pacjentowi popełnić samobójstwo wspomagane nie podlega odpowiedzialności karnej oraz cywilnej. Postanowienia dotyczące zakończenia życia danej osoby można sporządzić w każdej chwili, lecz wymagana jest pisemna forma tego oświadczenia woli podpisana przez osobę, której to dotyczy. Takie oświadczenia są rejestrowane w ramach oficjalnego prowadzonego przez Komisję. Ponadto oświadczenie woli dotyczące końca życia mogą być potwierdzone, wycofane bądź zmienione w każdym czasie, a Komisja ma obowiązek co pięć lat weryfikować czy oświadczenie jest ważne. Lekarz po dokonaniu samobójstwa wspomaganego w ciągu ośmiu dni zawiadamia o tym Komisję. Zawiadomienie jest przedstawiane na specjalnym dokumencie, który składa się z dwóch części. Pierwsza część jest zapieczętowana przez lekarza, ponieważ zawiera dane osobowe pacjenta oraz lekarza pomagającego w dokonaniu samobójstwa wspomaganego, innego lekarza który sporządzał niezależną opinie o stanie zdrowia pacjenta, oraz dane osób z którymi konsultował się lekarz w sprawie danego pacjenta. Ta część dokumentu jest poufna.
Druga część dokumentu zawiera:
- czy istnieją postanowienia dotyczące końca życia lub żądanie eutanatyczne albo żądanie udzielenia pomocy w samobójstwie;
- wiek i płeć pacjenta;
- oznaczenie choroby na jaką cierpi pacjent – poważnej i nieuleczalnej lub będącej skutkiem nieszczęśliwego wypadku;
- charakter cierpienia, który został uznany za trwały i nie do zniesienia;
- powody, dla których stan pacjenta został zakwalifikowany jako nierokujący perspektyw na poprawę;
- informacje, które umożliwiły lekarzowi upewnienie się, że żądanie zostało sformułowane w sposób swobodny, przemyślany i nie było wynikiem zewnętrznej presji;
- procedurę zastosowaną przez lekarza;
- kwalifikacje lekarza lub lekarzy, z którymi przeprowadzono konsultacje, opinie i daty tych konsultacji;
- osoby i specjalistę, z którymi lekarz przeprowadził konsultacje oraz daty tych konsultacji;
- dokładne okoliczności, w których lekarz przeprowadził eutanazję lub udzielił pomocy w samobójstwie i środki, jakie w tym celu zastosował[13].

Na podstawie drugiej części dokumentu Komisja określa czy zostały zachowane wszystkie wymogi formalne przewidziane w ustawie. Jeśli Komisja uzna to za stosowne może odtajnić dane zawarte w pierwszej części dokumentu i ciągu dwóch miesięcy zapoznaje się z zawartymi tam treściami. Ponadto jeśli Komisja stwierdzi, iż lekarz nie dopełnił swoich obowiązków wówczas komisja przekazuje akt sprawy do kolegium medycznego, które decyduje czy należy wszcząć postępowanie dyscyplinarne. Gdy Komisja stwierdzi inne nieprawidłowości kieruje sprawę do prokuratury. Ustawa ta jest trzecim aktem prawnym legalizującym samobójstwo wspomagane w Europie, bowiem jest wzorowana na innych ustawach poruszających ten temat.